# Église Saint-Serge-de-Zaloujé de Pskov
L'église Saint-Serge-de-Zaloujé (en russe : церковь Сергия с Залужья) est une église orthodoxe de la fin du XVIe siècle. C'est un édifice historique et culturel remarquable de la fédération de Russie située dans le quartier d'Okolny gorod, dans le centre de Pskov. Pour l'historien d'art Louis Réau, c'est probablement la plus jolie église de Pskov.
Cette église a malheureusement été fortement endommagée pendant la Seconde Guerre mondiale et n'a été restaurée complètement qu'à la fin de l'année 2015.  

## Description
L'édifice est construit en dalles de calcaire, enduites et blanchies. Le volume est cubique et recouvert de huit pans de toits. Les voûtes intérieures reposent sur quatre piliers.
Le tambour est orné de deux bandes de bégounets. Il est ceinturé aussi par des bandes de tuiles. Les murs des façades de l'église sont divisés en trois parties par des lésènes. Sur le mur nord se trouve le clocher-arcade (zvonnitsa). Du côté Est, le bâtiment est cerné de trois petites absides. La coupole est couverte de carreaux de faïence verts.

## Histoire
- Le nom de l'église provient de l'endroit où elle a été construite, dans une zone de marais appelée « Zaloujé ».
- Elle est construite entre 1582 et 1589, dans le cadre du transfert du monastère Saint-Serge à l'abri des murs de la ville à la suite de l'arrivée des troupes du roi de Pologne, Étienne Báthory à l'époque du Siège de Pskov (1581-1582). Autour de l'église se trouve un petit cimetière du monastère.
- En 1808 l'église étant délabrée, est destinée à la démolition, mais le Saint Synode ne l'autorise pas.
- Le 23 décembre 1936 le conseil communal de la ville de Pskov décide de fermer l'église.
- Pendant la Seconde Guerre mondiale, l'église est gravement endommagée par la chute de bombes. Le feu détruit le toit et l'autel, les tuiles en faïence du dômes sont emportées. En 1944, lors des combats pour la libération de la ville, le dôme est détruit complètement. En août 1945 une partie de l'église et le clocher-arcade sont détruits également.
- Une résolution du Conseil des ministres de la République socialiste fédérative soviétique de Russie № 1327 du 30 août 1960, a placé le bâtiment sous la protection de l'État, comme monument historique et culturel remarquable.
- Au début des années 1970 des recherches effectuées dans le bâtiment ont mené à la découverte de 56 manuscrits des XVIe siècle et XVIIe siècle qui étaient cachés dans une caisse en bois dans la maçonnerie du bâtiment. Ils ont été transférés au musée de Pskov.
- En octobre 2009 est fondée la Communauté orthodoxe de l'église Saint-Georges [2]

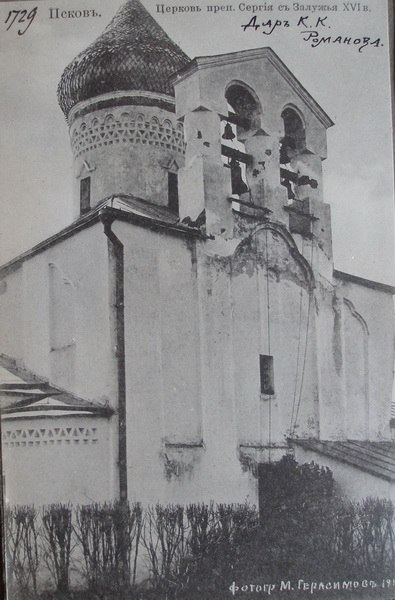
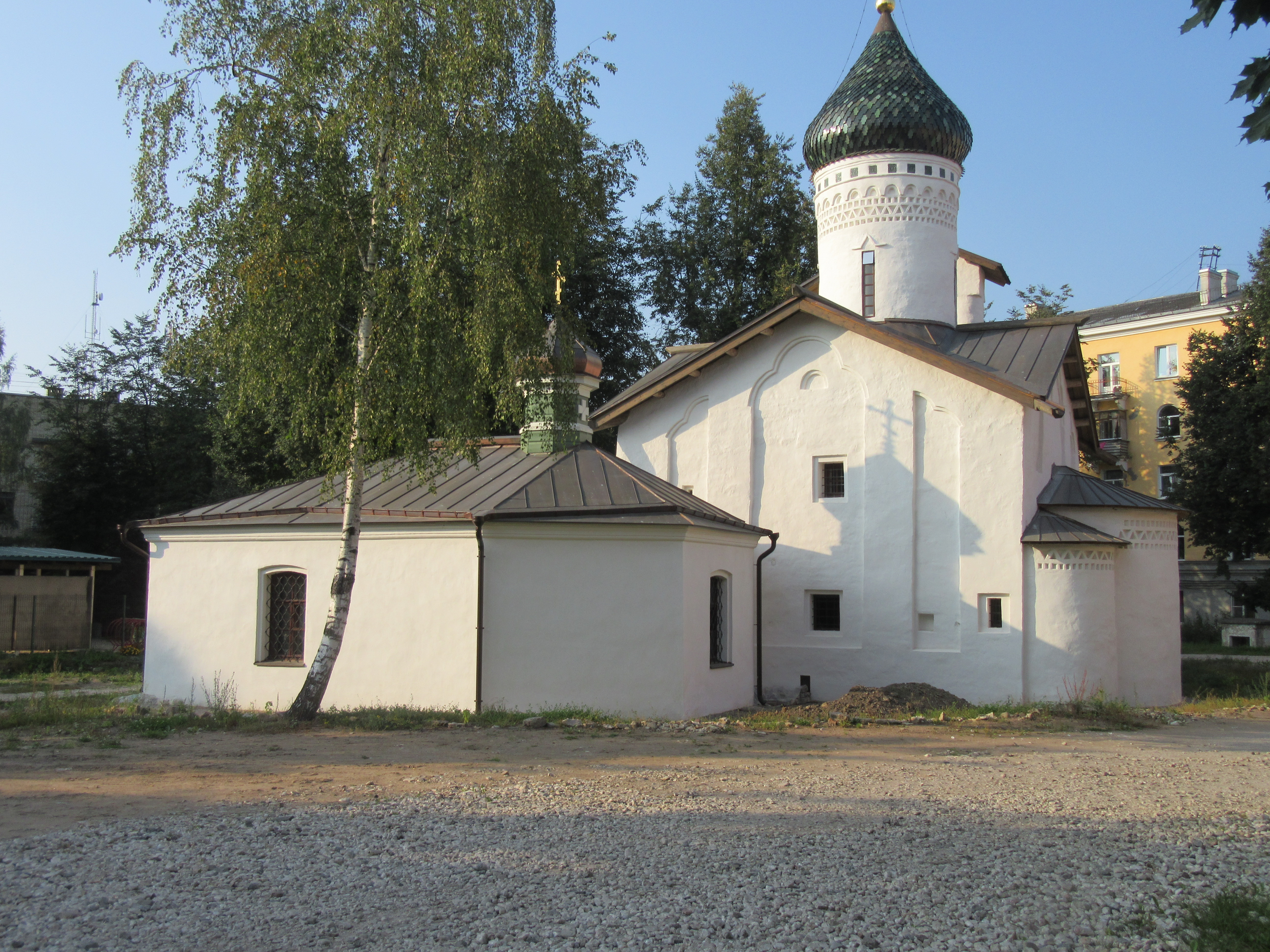
Église Saint-Serge-de-Zaloujé à Pskov en 2016
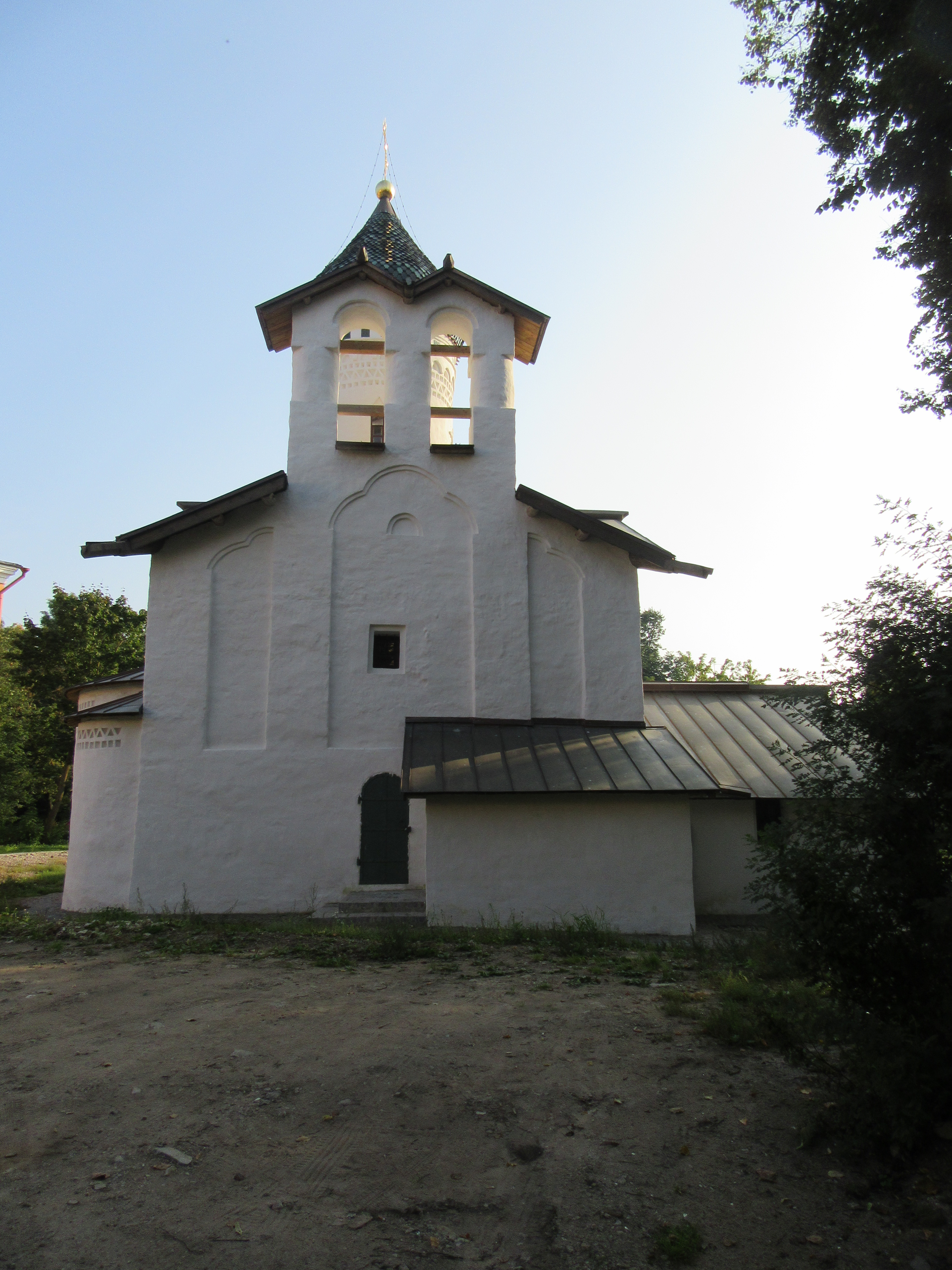
Saint-Serge-de-Zaloujé 2016
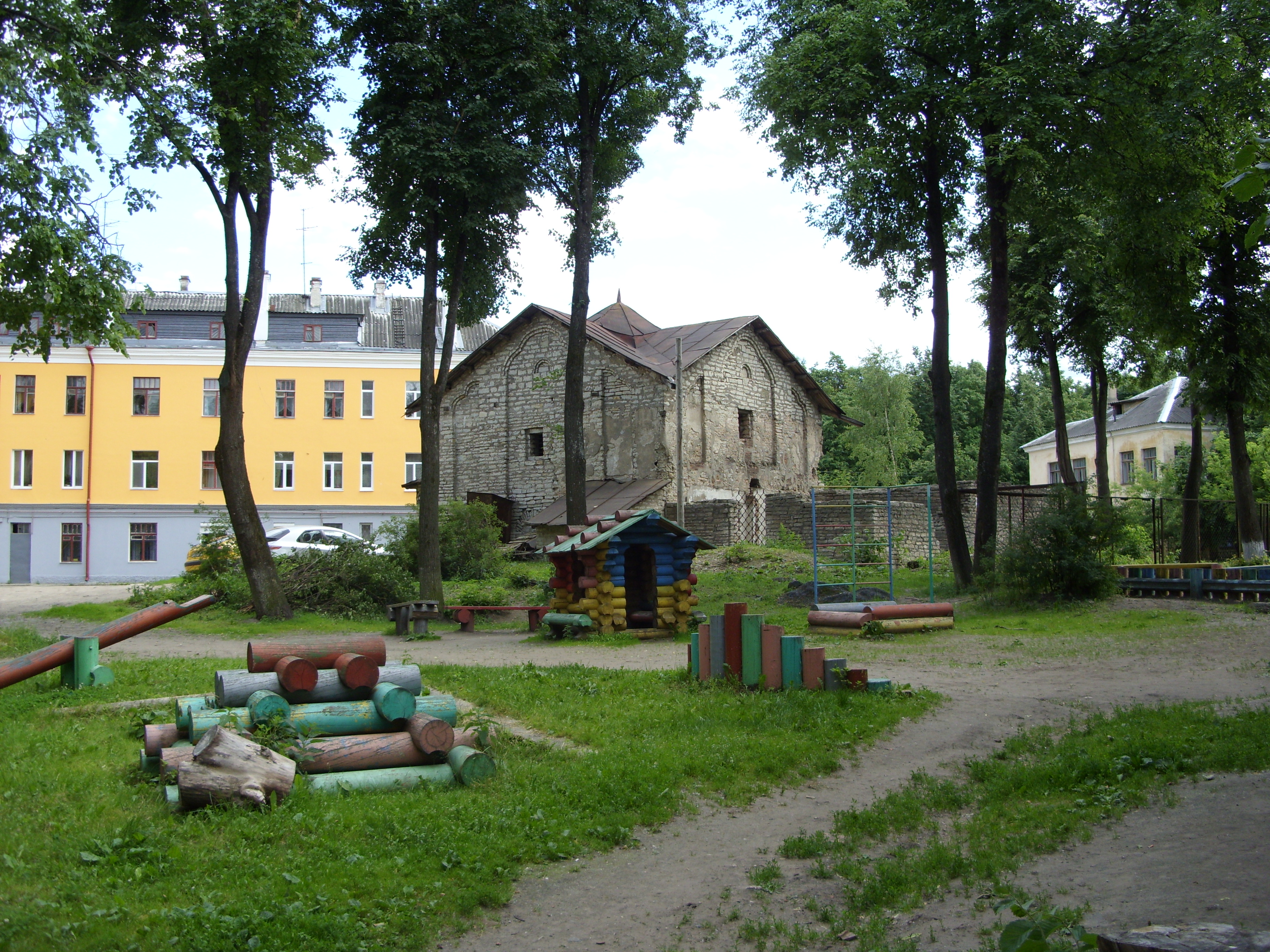
avant restauration juin  2010.
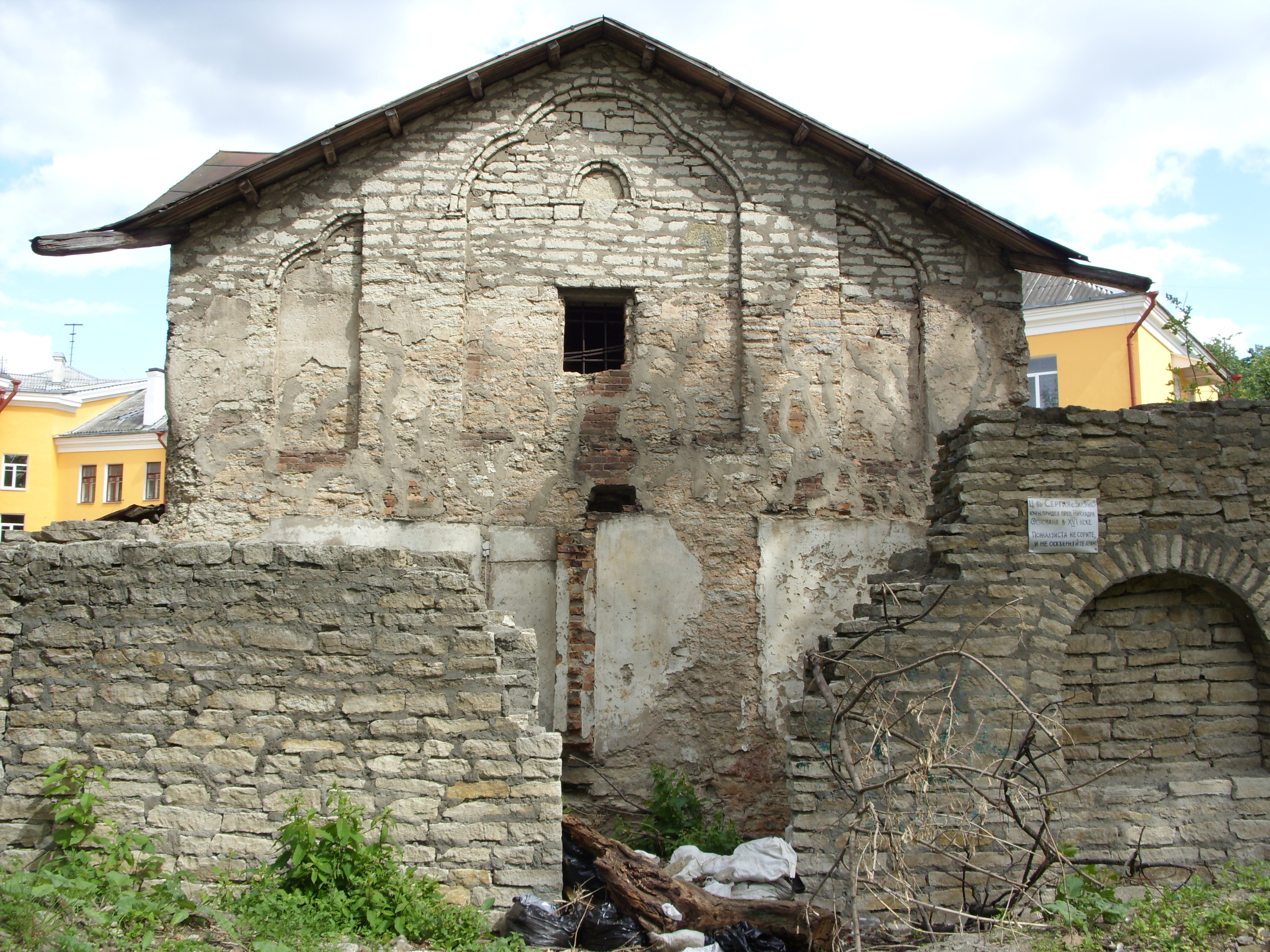
avant juin 2010 .

## Restauration de 2015
- Le 26 décembre 2011 a été publié un décret de la Fédération de Russie concernant « L'approbation des mesures concernant la préparation des célébrations du 700e anniversaire de la naissance de Saint Serge de Radonège». L'église de Pskov est incluse dans ce programme. Un montant de 50 millions de roubles lui est alloué, sur le total de 6,5 milliards de roubles destinés aux différentes célébrations.
- En janvier 2015 ont commencé les travaux de restaurations, suivant les projets de l'architecte V. Nikitina[3]
- Le 25 août 2015, le métropolite Eusèbe bénit les croix de l'église[4]
- Le premier service religieux se tient le 7 octobre 2015, et le 8 a lieu une procession autour de l'église.
- Le toit à huit pans a été recrée en céramique, comme il était à l'origine.

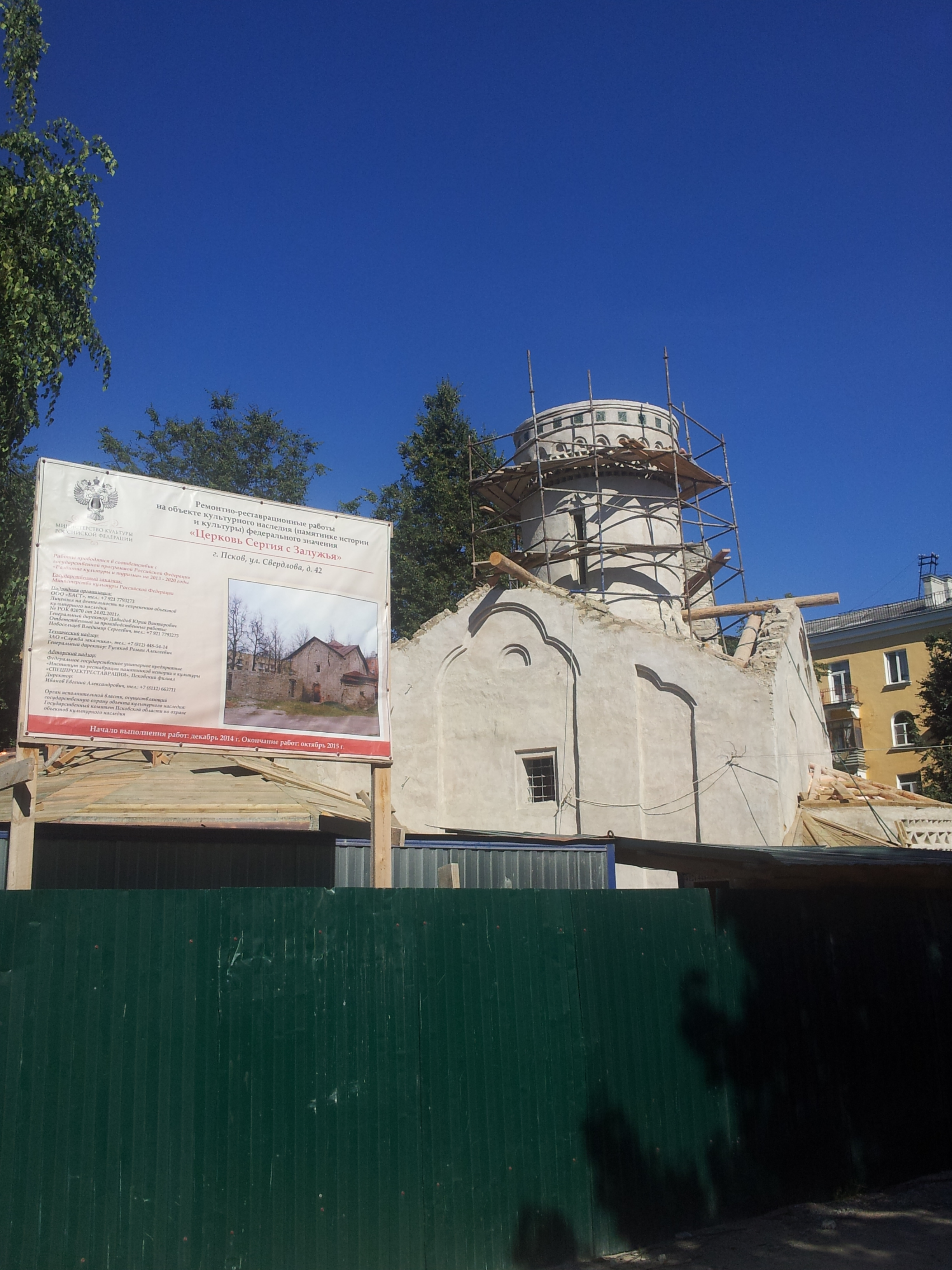
Restauration en août 2015.
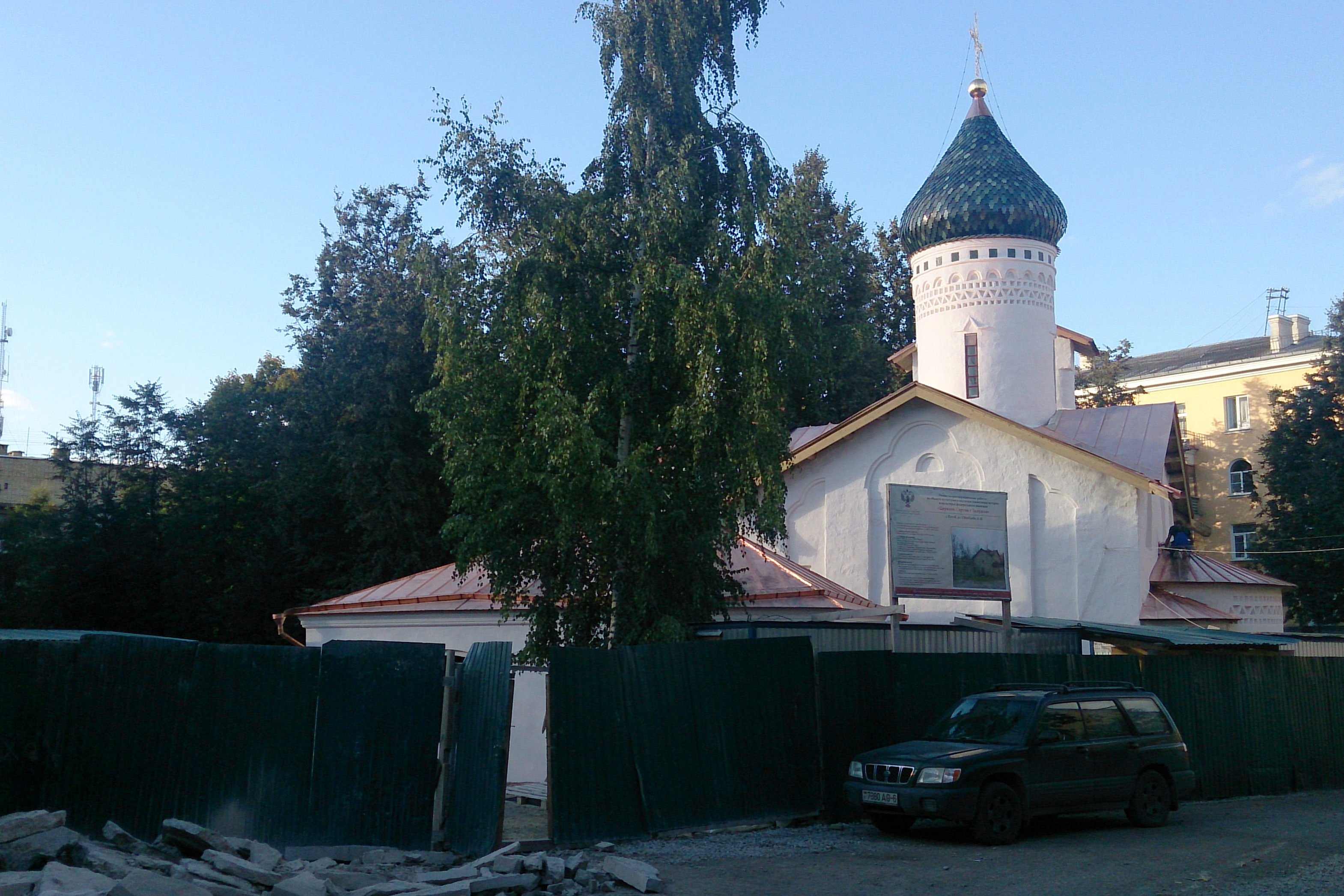
Restauration en septembre 2015.

## Sources
- Éléna Morozkina , l'architecture religieuse du vieux Pskov/Морозкина Е.Н. Церковное зодчество древнего Пскова. Зодчество Пскова как наследие. М. 2007 г. Том 1. Храмы.